# Cephalotaxeae
Cephalotaxeae é uma pequena subfamília de coníferas, constituida por três géneros e 20 espécies. São próximas da família Taxaceae e alguns taxonomistas chegam mesmo a incluí-las nela.
Estão restritas à Ásia oriental, com excepção de 2 espécies do género Torreya, encontradas nos EUA.